# Podwójne życie (film 2011)
Podwójne życie (ang. The Beaver) – amerykański film dramatyczny z 2011 roku, w reżyserii Jodie Foster. Zdjęcia kręcono w Nowym Jorku.

## Opis
Film przedstawia historię Waltera Blacka (Mel Gibson), cierpiącego na depresję dyrektora fabryki zabawek. Problemy psychiczne powodują pogłębiający się konflikt z rodziną i izolację od otoczenia. Po nieudanej próbie samobójczej Walter zaczyna porozumiewać się ze światem zewnętrznym za pomocą nałożonej na rękę pacynki bobra. Upersonifikowana zabawka stopniowo zaczyna dominować nad jego prawdziwą osobowością.
Obraz miał swoją premierę w dniu 16 marca 2011 roku na festiwalu filmowym South by Southwest w Austin w Teksasie. Budżet produkcji wyniósł 21 milionów dolarów.

## Główne role
Źródło: Filmweb
- Mel Gibson – Walter Black
- Jodie Foster – Meredith Black
- Anton Yelchin – Porter Black
- Jennifer Lawrence – Norah
- Riley Thomas Stewart – Henry Black
- Cherry Jones – Wiceprezes
- Zachary Booth – Jared

## Odbiór
Krytycy zwrócili uwagę na podobieństwo losów filmowej postaci Waltera i odtwarzającego ją Mela Gibsona, który w trakcie produkcji sam zmagał się z problemami osobistymi, w tym chorobą alkoholową. Sytuacja ta spowodowała opóźnienie premiery filmu i ograniczony zasięg jego dystrybucji.
Serwis Rotten Tomatoes przyznał filmowi ocenę 61%.